# Ligue 1 2024-2025 (Guinea)
La Ligue 1 2024-2025 è stata la 59ª edizione della massima divisione del campionato guineano di calcio. Il campionato è iniziato il 9 gennaio 2025 ed è terminato il 1° luglio 2025. Il Milo era la squadra campione in carica, avendo vinto il suo primo titolo nazionale nella stagione 2023-2024.
La competizione è stata vinta dall'Horoya, che ha vinto il suo ventunesimo campionato.

## Stagione

### Novità
Al termine della stagione precedente sono state retrocesse Séquence e Gangan, ultime due classificate del campionato. Al loro posto dalla Ligue 2 sono state promosse Guinéè Foot Elite e RCC Kamsar 

### Formula
Le 14 squadre partecipanti giocano un girone all'italiana con partite di andata e ritorno, per un totale di 26 giornate. Al termine della stagione, la prima classificata è campione di Guinea e si qualifica per la CAF Champions League 2025-2026 insieme con la seconda classificata, mentre la terza classificata si qualifica per la Coppa della Confederazione CAF 2025-2026. Le ultime due classificate vengono invece retrocesse in Ligue 2.

## Squadre partecipanti
| Squadra             | Città     | Stagione precedente |
| ------------------- | --------- | ------------------- |
| Académie SOAR       | Coyah     | 12° in Ligue 1      |
| Ashanti Golden Boys | Siguiri   | 7° in Ligue 1       |
| Flamme Olympique    | Conakry   | 8° in Ligue 1       |
| Guinéè Foot Elite   | Conakry   | Ligue 2             |
| Hafia               | Conakry   | 2° in Ligue 1       |
| Horoya              | Conakry   | 6° in Ligue 1       |
| Kamsar              | Kamsar    | 5° in Ligue 1       |
| Kaloum Star         | Conakry   | 4° in Ligue 1       |
| Loubha              | Télimélé  | 10° in Ligue 1      |
| Milo                | Kankan    | Campione di Guinea  |
| Mineurs             | Sangarédi | 3° in Ligue 1       |
| RCC Kamsar          | Kamsar    | Ligue 2             |
| Renaissance         | Conakry   | 11° in Ligue 1      |
| Wakriya             | Sangarédi | 9° in Ligue 1       |

## Classifica
|                   | Pos. | Squadra             | Pt | G  | V  | N  | P  | GF | GS | DR  |
| ----------------- | ---- | ------------------- | -- | -- | -- | -- | -- | -- | -- | --- |
| Guinea (bandiera) | 1.   | Horoya              | 55 | 26 | 16 | 7  | 3  | 40 | 13 | +27 |
|                   | 2.   | Hafia               | 45 | 26 | 12 | 9  | 5  | 36 | 18 | +18 |
|                   | 3.   | Renaissance         | 43 | 26 | 11 | 10 | 5  | 26 | 17 | +9  |
|                   | 4.   | Ashanti Golden Boys | 40 | 26 | 11 | 7  | 8  | 28 | 24 | +4  |
|                   | 5.   | RCC Kamsar          | 36 | 26 | 8  | 12 | 6  | 29 | 24 | +5  |
|                   | 6.   | Kamsar              | 35 | 26 | 9  | 8  | 9  | 33 | 29 | +4  |
|                   | 7.   | Milo                | 34 | 26 | 9  | 7  | 10 | 40 | 34 | +6  |
|                   | 8.   | Wakriya             | 32 | 26 | 8  | 8  | 10 | 32 | 35 | -3  |
|                   | 9.   | Kaloum Star         | 32 | 26 | 9  | 5  | 12 | 23 | 29 | -6  |
|                   | 10.  | Mineurs             | 32 | 26 | 8  | 8  | 10 | 20 | 28 | -8  |
|                   | 11.  | Loubha              | 31 | 26 | 8  | 7  | 11 | 24 | 30 | -6  |
|                   | 12.  | Guinéè Foot Elite   | 31 | 26 | 7  | 10 | 9  | 28 | 40 | -12 |
|                   | 13.  | Flamme Olympique    | 30 | 26 | 6  | 12 | 8  | 22 | 24 | -2  |
|                   | 14.  | Académie SOAR       | 13 | 26 | 3  | 4  | 19 | 14 | 50 | -36 |

Legenda
      Campione di Guinea e ammessa alla CAF Champions League 2025-2026.
      Qualificata per la CAF Champions League 2025-2026
      Ammessa alla Coppa della Confederazione CAF 2025-2026.
      Retrocessa in Ligue 2 2025-2026.
Note:
Tre punti a vittoria, uno a pareggio, zero a sconfitta.